# 洪錫亨
洪錫亨（ホン・ソクヒョン、1936年 - ）は、朝鮮民主主義人民共和国（北朝鮮）の政治家。洪石亨として報道されることがある。

## 経歴
1936年に現在のソウルで生まれる。祖父は、作家、政治家として活動した洪命熹。父親は、漢学の大家で朝鮮王朝実録の翻訳（漢文から朝鮮語）を行った洪起文。
南北分断後は、家族と共に北朝鮮に渡り、副首相を務めた祖父を追うように政治家として頭角を現す。1993年に国家計画委員長、2001年に咸鏡北道の党責任書記を務めた。その後は、2010年7月に朝鮮労働党計画財政部長に起用、2010年9月に開催された第3回朝鮮労働党代表者会で、党中央委員会政治局員及び党中央委員会書記局書記に指名されていたが、2011年6月6日に行われた党政治局拡大会議で書記職を解任され失脚。以後、消息が途絶えている。一部報道では中国型の経済成長路線を採ろうとした主張したことから、スパイ容疑をかけられ粛清されたとも伝えられている。